# 友誼関
友誼関（ゆうぎかん）は、中華人民共和国広西チワン族自治区憑祥市中心部より南西15キロメートルに位置する関所。中国とベトナムとの国境になっている。
友誼関はベトナムではẢi Nam Quan（隘南關）またはTrấn Nam Quan（鎮南關）と呼ばれ、ベトナム領の北部国境にあたる場所の一つだった。
漢代に初めて建設され、当時は雍鶏関・鶏陵関、その後界首関・大南関・鎮夷関・鎮南関と称された。1953年には睦南関、1965年に友誼関と改称され現在に至る。
湘桂線によりランソン省カオロック県ドンダン市鎮と接続されている。

## 歴史事件
- 1885年（光緒11年） - 約2,000名のフランス軍がランソンより鎮南関に侵入、清朝側の馮子材率いる黒旗軍が関内4キロメートルのところで戦闘を展開しフランス軍を撃退した（鎮南関の役）。
- 1907年（光緒33年） - 孫文・黄興による鎮南関起義が発生した。
- 1949年12月11日、中国人民解放軍が鎮南関に進駐、広西全土を解放。
- 1979年 - 中越戦争（中国がベトナムに武力侵攻）で中国人民解放軍20万人がここを通りベトナムへ侵攻。

座標: 北緯21度58分35秒 東経106度42分44秒 / 北緯21.976389度 東経106.712222度